# Alcamarinayoc
Alcamarinayoc (possiblement del quítxua i l'aimara allqamari caracarà andí) o Colque Cruz (possiblement del quítxua i aimara qullqi diners, castellà cruz creu) és una muntanya que es troba a la Serralada de Vilcanota, una secció dels Andes del Perú i que s'eleva fins als 6.102 msnm. Es troba a la regió de Cusco, província de Quispicanchi, districte d'Ocongate. Es troba al nord-oest del Chumpe, al nord del Quevesere i al nord-est de l'Ichhu Ananta.